# Distretto di Nong Hin
Il distretto di Nong Hin (in thailandese: หนองหิน) è un distretto (amphoe) della Thailandia, situato nella provincia di Loei.